# Bad Balance
Bad Balance est un groupe russe de hip-hop, originaire de Saint-Pétersbourg (anciennement Leningrad). À l'origine formé par Sheff (Sergei Evgenievich Krutikov, alias ШЕFF) et Al Solo (Vlad Valov), il devient un groupe à part entière en 1991, et sort un premier morceau de rap intitulé Донецкий край la même année.
L'auteur de la plupart des paroles et leader permanent du groupe est Vlad. Le groupe devient célèbre au milieu des années 1990, bien que qu'habitué du milieu underground du hip-hop russe. Leur album Bad B. Raiders est généralement qualifié de classique, car il pose les bases de leur style et exprime des idées qui apparaîtront à plusieurs reprises dans leurs paroles. Avec l'arrivée de Roman Alekseev (Cooper) et Albert Krasnov (Al Solo) dans le groupe, le groupe sort cinq albums-concept : Легенды гангстеров (2007), Семеро одного не ждут (2009), Криминал 90-х (2013), Северная мистика (2014), et Политика (2016). 

## Histoire

### Débuts
À l'été 1990, dans le cadre d'un programme d'échange étudiant, Sheff (Vlad Valov) se rend à Washington DC, aux États-Unis, où il reste près de trois mois en tant qu'employé dans un magasin de location de cassettes vidéo, appelé Blockbuster Video,. En Amérique, Valov remarque que les breakers locaux avaient abandonné la danse et commencé à rapper. De retour à Leningrad, Vlad décide d'enregistrer un album de rap et d'autres participants le soutiennent. En conséquence, ils mettent de côté la moitié de leur argent gagnés dans la rue pour enregistrer des morceaux en studio.
En 1991, avec l'arrivée de Sergei Krutikov (Mikhey), qui avait derrière lui des années de cours d'accordéon et de batterie, Bad Balance devient un groupe de hip-hop. Au printemps 1991, dans le studio du Palais de la Jeunesse de Leningrad (LDM), le premier programme de spectacle de danse costumée de 20 minutes Семеро одного не ждут, composé de 8 titres (Graffiti, Донецкий край, Leningrad Cowboys, Ленинград). Ce nom est trouvé par Sergei, qui envisageait de rejoindre un crew de sept autres artistes, mais ne pouvait pas décider de venir à Leningrad.
Au printemps 1993, il est décidé d'enregistrer un véritable album de rap avec un son de haute qualité et des paroles plus street. La crew est divisée en deux parties : l'une est responsable de la chorégraphie (Laga, Swan, Skalya) et l'autre du rap (LA, Mikhei, Chef). Le désir d'enregistrer à Moscou au studio Gala Records naît après que le groupe a entendu les chansons du groupe moscovite DMJ, qui a enregistré dans ce studio. L'argent pour l'enregistrement de l'album est reçu d'Andrei Berezhny, un homme d'affaires qui possédait une usine de fabrication de vêtements à cette époque. À l'été 1993, après leur retour à Saint-Pétersbourg, les danseurs Swan, Laga et Barmaley quittent le groupe, ils sont remplacés par Timir, originaire de Saint-Pétersbourg et représentant de la nouvelle vague de breakdance. En février 1994, Bad Balance ouvre son propre centre culturel appelé Молодёжный благотворительный центр хип-хоп-культуры (litt. « Centre de bienfaisance pour les jeunes pour la culture hip-hop ») » au dépôt automobile de l'état-major général du ministère russe de la Défense,.
En 1995, le groupe acquiert une renommée, mais uniquement dans le milieu underground du hip-hop russe. Néanmoins, il est déjà reconnu comme le premier groupe de rap du pays. En 1995, Skalya, Monya et DJ LA quittent Bad Balance et retournent à Saint-Pétersbourg. ШЕFF et Mikhey signent un contrat avec Gala Records pour sortir un nouvel album. Le groupe sort le nouvel album Чисто про… sous le nom de Bad B. Про… le 18 février 1997. La couverture de l'album présente le nouveau logo du groupe, une icône en forme de pique signifiant « underground ».

### Depuis les années 2000
Le 5 janvier 2000, le groupe Bad Balance composé de cinq membres (Sheff, DJ LA, Legalize, Bruce et l'organisateur des concerts du groupe Igor « Maloy » Reznichenko) se rend à New York, au East-West Studio, pour enregistrer un nouvel album avec le fini appelé Каменный лес,. 11 morceaux sont enregistrés à New York. Toutes les paroles et toute la musique du nouvel album sont enregistrées à Moscou avant leur départ pour l'Amérique. Le 6 février 2000, le crew retourne en Russie.
Fin 2001, Vlad invite Albert Krasnov à rédiger le huitième numéro du magazine Hip-Hop Info, publié en février 2002. Là, pour la première fois, une déclaration est publiée selon laquelle Эл Который est un nouveau membre de Bad Balance. Au même moment, Krasnov change son nom pour « Al Solo ».
En 2022, le groupe enregistre un morceau intitulé Мальчишник avec le groupe de rap Balchishnik et le rappeur Mister Small.

## Discographie

### Albums studio
- 1991 : Семеро одного не ждут
- 1992 : Выше закона
- 1994 : Налётчики Bad B.
- 1997 : Чисто про…
- 1999 : Город джунглей
- 2001 : Каменный лес
- 2003 : Мало-по-малу
- 2007 : Легенды гангстеров
- 2009 : Семеро одного не ждут
- 2012 : World Wide
- 2013 : Криминал 90-х
- 2014 : Северная мистика
- 2016 : Политика
- 2021 : Из андеграунда

### Compilations
- 2000 : Москва — New York
- 2005 : Память о Михее
- 2006 : Классика рэп-музыки
- 2012 : The Art of The Remix
- 2013 : The Art of The Remix #2
- 2014 : The Art of The Remix #3
- 2015 : The Art of The Remix #4
- 2015 : Светлая музыка
- 2016 : Инструменталы от Al Solo
- 2017 : The Art of The Remix #5
- 2019 : The Art of The Remix #6